# 4′-Hydroxynorendoxifen
4′-Hydroxynorendoxifen ist ein synthetisches, nichtsteroidales Antiestrogen mit einer Triphenylethylen-Grundstruktur. Es ist ein dualer selektiver Östrogenrezeptor-Modulator (SERM) und Aromatase-Inhibitor (AI) und wurde von Tamoxifen, einem SERM, und Norendoxifen, einem Metaboliten von Tamoxifen, der als AI fungiert, abgeleitet. Das Medikament wurde für eine mögliche Entwicklung als Behandlung von Östrogenrezeptor (ER)-positivem Brustkrebs vorgeschlagen. Es wurde 2015 synthetisiert.